# Зебург (Доња Саксонија)
Зебург (њем. Seeburg) град је у њемачкој савезној држави Доња Саксонија. Једно је од 29 општинских средишта округа Гетинген. Према процјени из 2010. у граду је живјело 1.580 становника. Посједује регионалну шифру (AGS) 3152024.

## Географски и демографски подаци
Зебург се налази у савезној држави Доња Саксонија у округу Гетинген. Град се налази на надморској висини од 155 метара. Површина општине износи 13,4 km². У самом граду је, према процјени из 2010. године, живјело 1.580 становника. Просјечна густина становништва износи 118 становника/km².